# Ruslan Chagaev
Ruslan Chagaev (nacido el 19 de octubre de 1978 en Andiján, RSS de Uzbekistán) es un boxeador de Uzbekistán, ha sido Campeón del Mundo de boxeo, por la WBA. Anteriormente como aficionado había sido Campeón Mundial en el año 2001.

## Biografía

### Amateur
En sus comienzos en el boxeo cosechó varios triunfos importantes como el Campeonato Mundial de Boxeo Aficionado de 1997 que ganó ante Félix Savon, aunque después le fue retirado. Sin embargo volvió a ganar el título en el Campeonato Mundial de Boxeo Aficionado de 2001 ante Alexei Mazikin. Además representó a Uzbekistán en los Juegos Olímpicos de Sídney 2000 y en los Juegos Olímpicos de Atlanta 1996.

### Profesional
Como profesional comenzó el 21 de agosto de 1997, ante Donnie Penelton al que venció por nocaut en el primer asalto. Su siguiente combate fue ese mismo año pero volvió a disputar torneos amateur hasta después del Campeonato Mundial Aficionado de 2001. A finales de ese año continuó su carrera profesional ante Everett Martin y después de 23 combates sin perder tuvo una oportunidad por el título de la Asociación Mundial de Boxeo ante el ruso Nikolay Valuev. Valuev estaba imbatido pero perdió el combate por decisión en doce asaltos ante Chagaev que se convirtió en el nuevo campeón mundial. Su primera defensa la realizó a comienzos del año 2008 ante Matt Skelton, al que ganó por decisión unánime en doce asaltos. Posteriormente, debido a diversas lesiones que le ímpidieron defender su título, pasó a ser campeón en receso, hasta su combate con el campeón IBF-WBO-IBO Wladimir Klitschko, donde pese a no poner en juego su título, fue despojado de su condición por la Asociación Mundial de Boxeo tras perder el combate.

## Récord profesional
| 34 Ganadas (21 KOs), 3 Derrotas |        |                            |      |               |            |                                                       | |
| Res.                            | Récord | Oponente                   | Tipo | Rd., Tiempo   | Datos      | Localidad                                             | Notas |
| Derrota                         | 34–3–1 | Lucas Browne               | TKO  | 10 (12), 2:02 | 05/03/2016 | Colosseum Sport Hall, Grozny, Rusia                   | Pierde el título WBA (Regular) del peso pesado; Chagaev más tarde se reincorporó como campeón después de que Browne no pasó una prueba de drogas |
| Victoria                        | 34–2–1 | Francesco Pianeta          | TKO  | 1 (12), 2:57  | 11/07/2015 | GETEC Arena, Magdeburg, Alemania                      | Retiene el título WBA (Regular) del peso pesado                                                                                                  |
| Victoria                        | 33–2–1 | Fres Oquendo               | MD   | 12            | 06/07/2014 | Akhmat-Arena, Grozny, Rusia                           | Gana el vacante título WBA (Regular) del peso pesado                                                                                             |
| Victoria                        | 32–2–1 | Jovo Pudar                 | UD   | 12            | 05/10/2013 | Olympic Stadium, Moscú, Rusia                         | Gana el vacante título WBA Continental y PABA del peso pesado                                                                                    |
| Victoria                        | 31–2–1 | Mike Sheppard              | KO   | 1 (10), 1:40  | 22/03/2013 | Universal Hall, Berlín, Alemania                      | |
| Victoria                        | 30–2–1 | Werner Kreiskott           | TKO  | 7 (8), 0:14   | 01/09/2012 | König Pilsener Arena, Oberhausen, Alemania            | |
| Victoria                        | 29–2–1 | Billy Zumbrun              | TKO  | 3 (8), 1:26   | 21/04/2012 | Sport- und Kongresshalle, Schwerin, Alemania          | |
| Victoria                        | 28–2–1 | Kertson Manswell           | UD   | 8             | 28/01/2012 | Grand Elysée Rotherbaum, Hamburgo, Alemania           | |
| Derrota                         | 27–2–1 | Alexander Povetkin         | UD   | 12            | 27/08/2011 | Messe, Erfurt, Alemania                               | Por el título vacante WBA (Regular) del peso pesado                                                                                              |
| Victoria                        | 27–1–1 | Travis Walker              | UD   | 8             | 19/11/2010 | Universum Gym, Hamburgo, Alemania                     | |
| Victoria                        | 26–1–1 | Kali Meehan                | UD   | 12            | 22/05/2010 | StadtHalle, Rostock, Alemania                         | |
| Derrota                         | 25–1–1 | Wladimir Klitschko         | RTD  | 9 (12), 3:00  | 20/06/2009 | Veltins-Arena, Gelsenkirchen, Alemania                | Por los títulos IBF, WBO, IBO, vacante The Ring y lineales del peso pesado                                                                       |
| Victoria                        | 25–0–1 | Carl Davis Drumond         | TD   | 6 (12), 3:00  | 07/02/2009 | StadtHalle, Rostock, Alemania                         | Retiene el título WBA del peso pesado; TD unánime después de que Chagaev fuera cortado en un choque de cabeza accidental                         |
| Victoria                        | 24–0–1 | Matt Skelton               | UD   | 12            | 19/01/2008 | Burg-Wächter Castello, Düsseldorf, Alemania           | Retiene el título WBA del pesado |
| Victoria                        | 23–0–1 | Nikolai Valuev             | MD   | 12            | 14/04/2007 | Porsche-Arena, Stuttgart, Alemania                    | Gana el título WBA del peso pesado |
| Victoria                        | 22–0–1 | John Ruiz                  | SD   | 12            | 18/11/2006 | Burg-Wächter Castello, Düsseldorf, Alemania           | |
| Victoria                        | 21–0–1 | Michael Sprott             | TKO  | 8 (12), 2:54  | 15/07/2006 | Color Line Arena, Hamburgo, Alemania                  | Retiene el título WBA Intercontinental del peso pesado; Gana el título WBO Asia-Pacific del pesado                                               |
| Victoria                        | 20–0–1 | Vladimir Virchis           | MD   | 12            | 11/03/2006 | Color Line Arena, Hamburgo, Alemania                  | Gana los títulos WBA y WBO Intercontinental del peso pesado                                                                                      |
| Victoria                        | 19–0–1 | Rob Calloway               | KO   | 2 (10), 2:10  | 07/01/2006 | Zenith, Múnich, Alemania                              | |
| Victoria                        | 18–0–1 | Mark Krence                | KO   | 5 (8), 1:28   | 22/10/2005 | Brandberge Arena, Halle, Alemania                     | |
| Victoria                        | 17–0–1 | Jucimar Francisco Hipólito | TKO  | 1 (8), 0:50   | 28/09/2005 | Color Line Arena, Hamburgo, Alemania                  | |
| Victoria                        | 16–0–1 | Sherman Williams           | UD   | 8             | 26/03/2005 | Erdgas Arena, Riesa, Alemania                         | |
| Victoria                        | 15–0–1 | Tommy Connelly             | TKO  | 2 (8), 1:51   | 14/12/2004 | Freizeit Arena, Sölden, Austria                       | |
| Victoria                        | 14–0–1 | Asmir Vojnovic             | TKO  | 4 (10), 0:45  | 16/11/2004 | Kugelbake-Halle, Cuxhaven, Alemania                   | |
| Victoria                        | 13–0–1 | Willie Williams            | KO   | 3 (8), 2:25   | 26/10/2004 | Scandlines Arena, Rostock, Alemania                   | |
| Victoria                        | 12–0–1 | Garing Lane                | KO   | 5 (8), 1:46   | 31/07/2004 | Hanns-Martin-Schleyer-Halle, Stuttgart, Alemania      | |
| Victoria                        | 11–0–1 | Sedreck Fields             | KO   | 2 (8), 2:45   | 22/06/2004 | Sportzentrum, Telfs, Austria                          | |
| Victoria                        | 10–0–1 | Wade Lewis                 | TKO  | 1 (6), 2:33   | 18/05/2004 | Hansehalle, Lübeck, Alemania                          | |
| Victoria                        | 9–0–1  | Alexey Varakin             | KO   | 2 (6)         | 30/03/2004 | Saaltheater Geulen, Aachen, Alemania                  | |
| Victoria                        | 8–0–1  | Sedreck Fields             | UD   | 6             | 17/02/2004 | Hansehalle, Lübeck, Alemania                          | |
| Victoria                        | 7–0–1  | Daniel Frank               | KO   | 2 (6), 0:54   | 08/11/2003 | Universum Gym, Hamburgo, Alemania                     | |
| Victoria                        | 6–0–1  | Zakeem Graham              | TKO  | 3 (10), 2:26  | 22/05/2003 | Raceway, Yonkers, Nueva York, EE. UU.                 | |
| Empate                          | 5–0–1  | Rob Calloway               | TD   | 3 (10), 2:41  | 05/10/2002 | Cobo Hall, Detroit, Míchigan, EE. UU.                 | TD después de que Calloway fuera cortado de un choque de cabeza accidental                                                                       |
| Victoria                        | 5–0    | Chris Isaac                | UD   | 8             | 11/05/2002 | Grand Casino, Biloxi, Misisipi, EE. UU.               | |
| Victoria                        | 4–0    | Val Smith                  | KO   | 1 (4), 2:26   | 14/01/2002 | Hard Rock Hotel and Casino, Paradise, Nevada, EE. UU. | |
| Victoria                        | 3–0    | Everett Martin             | TKO  | 4 (4)         | 21/09/2001 | Sport Palace Yunusabad, Taskent, Uzbekistán           | |
| Victoria                        | 2–0    | Brian Jones                | KO   | 2 (4), 1:10   | 03/09/1997 | Ramada Inn, Rosemont, Illinois, EE. UU.               | |
| Victoria                        | 1–0    | Donnie Penelton            | KO   | 1 (4), 2:30   | 21/08/1997 | Hollywood Casino, Aurora, Illinois, EE. UU.           | Debut profesional |